# Эксперимент Гаффана
Эксперимент Гаффана — известный пример контроля сопутствующего смешения при проведении эксперимента. Сопутствующее смешение, как и другие виды смешений, угрожает внутренней валидности эксперимента — в случае, когда на получаемый результат оказывают влияние не только контролируемые независимые переменные, но и побочные.

## Процедура эксперимента

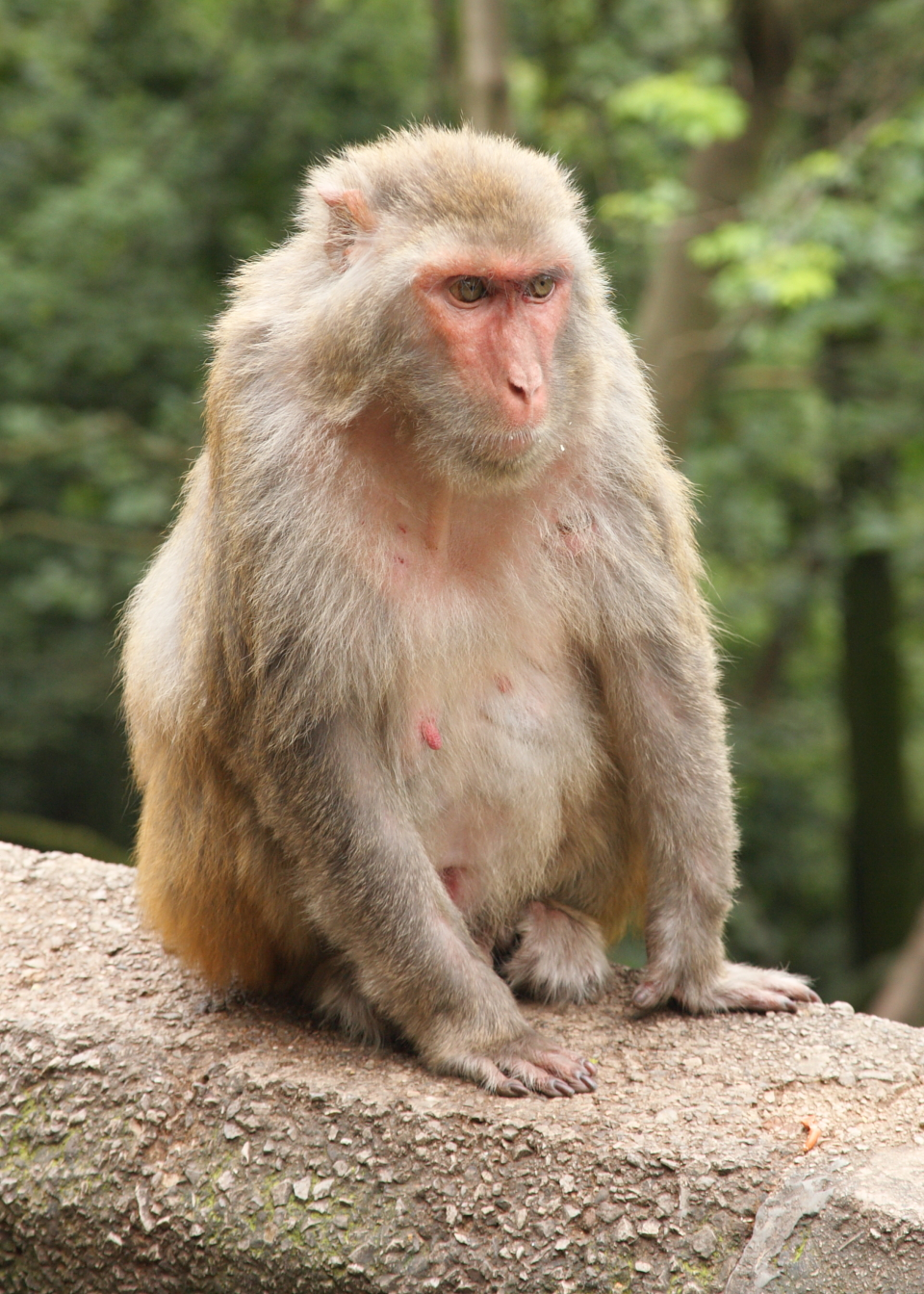
Макака-резус

Эксперимент проводился под руководством Давида Гаффана — британского психофизиолога, сотрудника Оксфордского университета и отдела анатомии Университетского колледжа Лондона (Лондонский университет).
В данном эксперименте (1974 год), Д. Гаффан так формулировал экспериментальную гипотезу: «поражение области гиппокампа приводит к нарушению узнавания». Целью данного исследования было доказать, что именно узнавание (как элемент восприятия), а не формирование ассоциаций (как механизм памяти), нарушается при рассечении свода.
В качестве подопытных животных были использованы макаки-резусы. Они были разделены на 3 группы — одной группе проводили операцию рассечения свода (экспериментальная группа), второй — операцию вскрытия черепа без рассечения свода (первая контрольная группа), а третья группа оставалась без каких-либо вмешательств (вторая контрольная группа). После операций обезьяны в течение 2 недель восстанавливались под тщательным контролем экспериментатора.
После восстановления начиналась серия опытов — макакам-резусам давали решать 3 варианта задач.
- задача на ассоциацию — животным необходимо было найти кукурузу под помехами. В ознакомительных пробах в половине случаев сладкую кукурузу клали под закрывающий ее предмет (5 разных предметов), а в половине случаев ячейка оставалась пустой. В контрольных пробах левые ячейки, которые раннее были пустыми, закрывали медным диском, а к закрывавшим раннее предметам добавлялись и другие стимулы-помехи, располагавшиеся на правых ячейках. Положение кукурузы в обеих сериях определялось одной и той же последовательностью. Чтобы правильно решить задачу в контрольных опытах, обезьяна должна была, выучив последовательность расположения кукурузы в ознакомительных пробах, поднять знакомые ей предметы, а если вместо них были новые, то медный диск.
- задача на узнавание — отличалась от предыдущей серии отсутствием пустых проб. Обезьянам все также предъявлялись 5 предметов с подкреплением в виде кукурузы, а в контрольном опыте добавлялись новые стимулы-помехи. Правильное решение также оставалось прежним — если предмет предъявлялся в ознакомительных пробах, нужно было снять его с правой ячейки; если нет — приманка находилась под медным диском в левой ячейке.
- задача на узнавание (подбор по образцу) — в пробах-образцах обезьяне предъявляли поднос с тремя ячейками, в средней из которых под стимулом-помехой (деревянной лодочкой) находилась сладкая кукуруза. Через определенное время (10, 70 или 130 с) обезьянам предъявлялся еще один поднос, на котором прикрыты уже две боковые ячейки (одна прикрыта лодочкой, а другая — новым предметом), средняя ячейка оставалась пустой. Кукуруза все также оставалась под лодочкой, и в случае правильного выполнения задания необходимо было поднять именно ее.

В эксперименте было две независимых переменных, благодаря чему эксперимент можно отнести к группе факторных,: первая независимая переменная - рассеченный/интактный (вскрытый череп, но нетронутый свод) свод, вторая независимая переменная - интервал отсрочки между пробой-образцом и пробой-выбором в серии задач на узнавание (10, 70 или 130 с).
Контрольная и экспериментальная группа обезьян не отличались по необходимому для научения времени — все они достигали необходимого уровня результата через 330—600 пар проб. Не различались они и по результатам проб с отсрочкой в 10 с, что говорит о сохранности процесса запечатления.
Различие между двумя группами обезьян обнаруживалось с увеличением задержки между пробами — при задержке в 130с контрольная группа давала 90 % правильных решений, в то время как экспериментальная — лишь 65 %, что говорит о том, что при сохранности запечатления при разрушении свода нарушается сохранение.

## Значение эксперимента
Для экспериментальной психологии этот эксперимент имеет очень высокое значение. Он является хорошим примером того, как в эксперименте осуществляется:
1. контроль сопутствующих переменных. Сопутствующей переменной в данном случае выступало бы вскрытие черепа — без экспериментальной группы со вскрытием черепа, но без рассечения свода, невозможно было бы принять гипотезу о том, что на нарушение узнавание влияет именно рассечение свода, а не вскрытие черепа само по себе.
2. контроль за выводом. Экспериментатору требовалось показать, что именно процесс узнавания (как элемент памяти), а не запечатление (как элемент восприятия) нарушался при разделении свода. Именно поэтому в эксперимент была введена задержка — при нарушении восприятия животные не смогли бы правильно выполнять задание через 10 с после пробы-образца, а при нарушении сохранения (основа узнавания) — через 130 с. Если бы экспериментатор проводил пробы только с задержкой в 130 с, не было бы оснований для отказа от альтернативной гипотезы нарушения запечатления ввиду разрушения свода.

## Источник
- Готтсданкер Р. Основы психологического эксперимента. — М.: Изд-во Академия, 367 стр., 2005.
- Корнилова Т. В. Экспериментальная психология: учебник для бакалавров. — М.: Изд-во Юрайт, 640 стр., 2012.
- Gaffan, D. Recognition impaired and association intact in the memory of monkeys after transection of the fornix. Journal of Comparative and Psychological Psychology, 1974, 86, 1100—1109.